# جيمس مكافوي
جيمس مكافوي (بالإنجليزية: James McAvoy)‏ (مواليد 21 أبريل 1979) هو ممثل اسكتلندي. بدأ مسيرته في التمثيل وهو مراهق في عمل باسم الغرفة القريبة سنة 1995، ثم ظهر في بعض المسلسلات حتى عام 2003 حين بدأ مشواره الفني في السينما. وتشمل أعماله التلفزيونية البارزة مسلسل حالة حب، ومسلسل الخيال العلمي فرانك هربرت أطفال الكثيب. وقد قدم عروضا عديدة في مسارح وست اند، ورشح ثلاث مرات لجائزة لورنس اوليفييه لافضل مممثل، كما قام بالأداء الصوتي لبعض أفلام الرسوم المتحركة منها: غنوميو وجولييت، وشارلوك غنومس، وآرثر عيد الميلاد.

## أفلامه
- الغرفة القريبة (1995)
- في الداخل أنا أرقص (2004)
- آخر ملوك اسكتلندا (2006)
- بينلوبي (فيلم 2006)
- تكفير (2007)
- مطلوب (2008)
- إكس-من: فيرست كلاس (2011)
- غنوميو و جولييت 2011
- مرحبا بكم في لكمة (2013)
- نشوة (فيلم) (2013)
- إكس-من: دايز أوف فيوتشر باست (2014)
- فكتور فرانكشتاين (2015)
- إكس-من: أبوكاليبس (2016)
- انقسام (2017)
- شارلوك غنومس (2018)
- جلاس (2019)
- إت: الفصل الثاني (2019)

## وصلات خارجية
- جيمس مكافوي على موقع IMDb (الإنجليزية)
- جيمس مكافوي على موقع ميتاكريتيك (الإنجليزية)
- جيمس مكافوي على موقع روتن توميتوز (الإنجليزية)
- جيمس مكافوي على موقع مونزينجر (الألمانية)
- جيمس مكافوي على موقع ألو سيني (الفرنسية)
- جيمس مكافوي على موقع ميوزك برينز (الإنجليزية)
- جيمس مكافوي على موقع تيرنر كلاسيك موفيز (الإنجليزية)
- جيمس مكافوي على موقع أول موفي (الإنجليزية)
- جيمس مكافوي على موقع بوكس أوفيس موجو (الإنجليزية)
- جيمس مكافوي على موقع قاعدة بيانات الأفلام السويدية (السويدية)
- James McAvoy news coverage at الغارديان